# Mustafa Abdul Jalil
Mustafa Mohamed Abud Al Jeleil (en árabe: مصطفى عبد الجليل,‎ también transcrito Abdul-Jelil, Abdul-Jalil, Abdel-Jalil, Abdeljalil o Abud Al Jeleil; nacido en 1952) es un político libio que fue el primer Presidente del Consejo Nacional de Transición (CNT) desde el 5 de marzo de 2011 hasta su disolución el 8 de agosto de 2012. Fue jefe de Estado de facto de su país durante el periodo que abarca desde la renuncia de Mahdi al-Harati durante la guerra de Libia de 2011, hasta que entregó el poder al Congreso General de la Nación.
Anteriormente fue ministro de Justicia de Muamar el Gadafi durante la Jamahiriya.
Después de graduarse en el departamento de la Sharia y Derecho en la lengua árabe y de la facultad de Estudios Islámicos de la Universidad de Libia en 1975, Abdul Jalil fue inicialmente "asistente del Secretario del Ministerio Público" en Bayda, antes de ser nombrado juez en 1978 . 